# Pic de Querforc
El Pic de Querforc és una muntanya de 2.581 m d'altitud situada al Massís del Carlit, en el límit dels termes comunals de Portè, de la comarca de l'Alta Cerdanya, a la Catalunya del Nord, de Merens i de l'Ospitalet, els dos darrers del parçan del Sabartès, pertanyent al País de Foix.
Està situat a la zona nord del terme comunal de Portè, al sud-oest del de Merens i al sud-est del de l'Ospitalet. És a prop al nord-est del Pic de Tossal Mercader i al sud del Pic d'Esquifolaigue.
És destí freqüent de moltes de les rutes d'excursionisme o d'esquí de muntanya del Massís del Carlit.